# Сукума (язык)
Сукума, кисукума, гве (сукума — северные люди) — язык группы банту в Танзании, распространён в саваннах южного побережья озера Виктория, образует диалектный континуум с языками ньямвези, ирамба и ньятуру. Диалекты: собственно сукума и кийа.

## Фонетика

### Гласные
|                   | Передние | Задние |
| ----------------- | -------- | ------ |
| Верхние           | i iː     | u uː   |
| Ненапряж. верхние | ɪ ɪː     | ʊ ʊː   |
| Средне-верхние    | e eː     | o oː   |
| Нижние            | a aː     |        |

### Согласные
|                     |                     | Губно-губные | Губно-зубные | Альвеолярные | Постальвеолярные | Палатальные | Велярные | Глоттальные |
| ------------------- | ------------------- | ------------ | ------------ | ------------ | ---------------- | ----------- | -------- | ----------- |
| Носовые             | нелабиал.           | m̥ m          |              | n̥ n          |                  | ɲ̊ ɲ         | ŋ̊ ŋ      |             |
| Носовые             | лабиализ.           |              |              |              |                  |             | ŋ̊ʷ ŋʷ    |             |
| Взрывные            | нелабиал.           | p b          |              | t d          |                  | c ɟ         | k g      |             |
| Взрывные            | лабиализ.           |              |              | tʷ dʷ        |                  |             | kʷ ɡʷ    |             |
| Аффрикаты           | Аффрикаты           | mp mb        | ɱf ɱv        | nt nd ns nz  | ɲʃ               | ɲc ɲɟ       | ŋk ŋɡ    |             |
| Фрикативные         | нелабиал.           | ɸ β          | f v          | s z          | ʃ                |             |          | h           |
| Фрикативные         | лабиализ.           |              |              | sʷ zʷ        |                  |             |          | hʷ          |
| Аппроксиманты       | Аппроксиманты       |              |              |              |                  | j           | w        |             |
| Латеральные сонанты | Латеральные сонанты |              |              | l            | l                |             |          |             |